# Bob Tullius

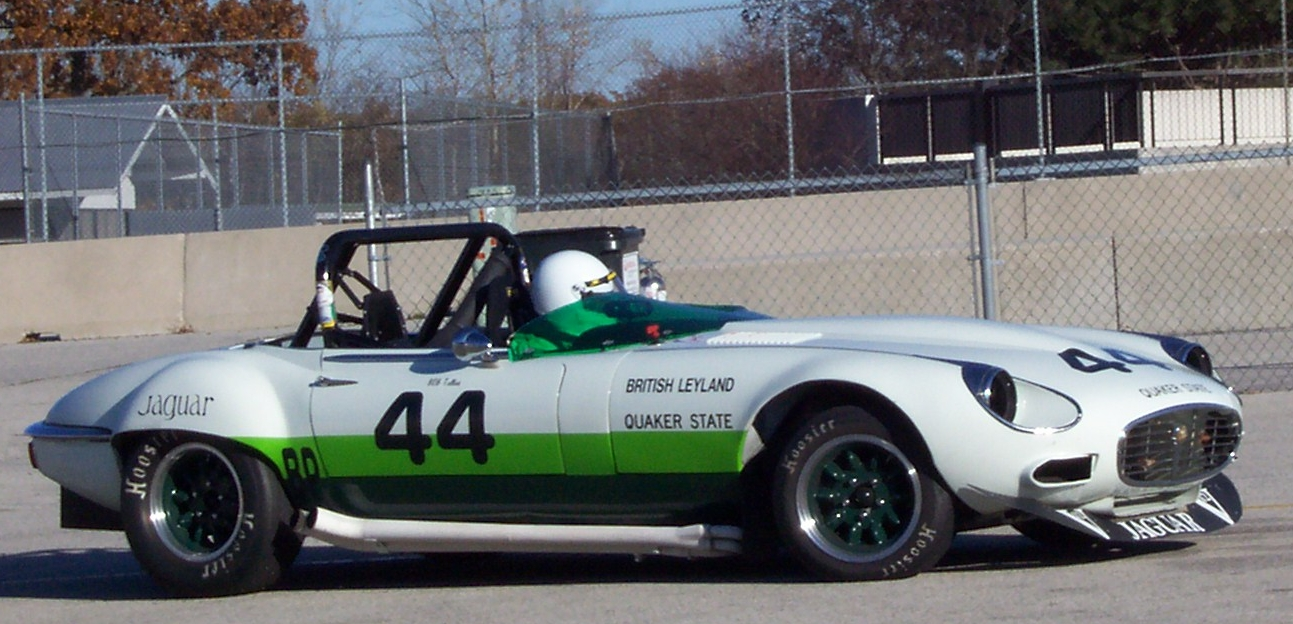
Der zum Spyder umgebaute Group-44-Jaguar E-Type, mit dem Bob Tullius 1975 bei US-amerikanischen Sportwagenrennen am Start war

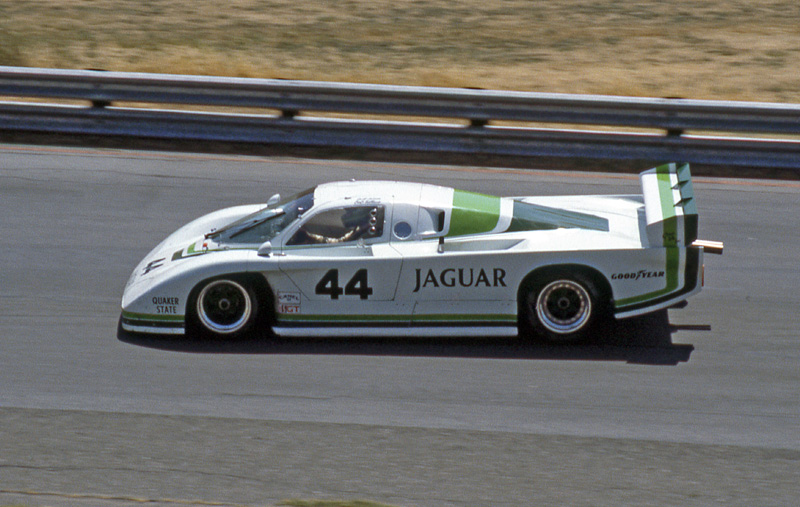
Der Group-44-Jaguar XJR-5 von Bill Adam und Bob Tullius beim IMSA-GTP-Rennen in Sears Point 1983

Robert Charles „Bob“ Tullius (* 7. Dezember 1930 in Rochester) ist ein ehemaliger US-amerikanischer Automobilrennfahrer und Rennstallbesitzer.

## Karriere im Motorsport
Tullius erste Rennaktivitäten gab es Anfang der 1960er-Jahre, als der damals knapp 30-Jährige mit seinem privaten Triumph TR3 eine Rennschule besuchte und das Abschlussrennen gewann. Bei den folgenden vier Amateurrennen siegte er zweimal und wurde genauso oft Zweiter. Diese Erfolge eines bis dahin weithin unbekannten Fahrers erweckten die Aufmerksamkeit der damaligen Motorsport- und Triumph-Markenverantwortlichen des US-Ablegers der Triumph-Standard Motor Company. 1962 überließ ihm Triumph einen zum Rennwagen umgebauten TR3, mit dem er Rennen in der SCCA-Sportwagen-Meisterschaft bestritt und gewann. Allerdings wurde das Fahrzeug bei einem Rennunfall erheblich beschädigt, und da er von Triumph keinen weiteren Wagen bekam, musste er das Unfallfahrzeug selbst komplett neu aufbauen.
Die Entscheidung, den Motorsport professionell zu betreiben, fiel 1963. Die vielen Stunden, die Tullius an Rennstrecken und bei der Wartung seines Rennwagens verbrachte, hatten ihm Kritik seines Arbeitgebers eingebracht. Er war im Brotberuf bei Kodak in seinem Heimatort tätig und wurde zu Beginn des Jahres von seinem Vorgesetzten vor die Alternative Kodak oder Autorennen gestellt. Tullius entschied sich für den Rennsport, wobei die Entscheidung durch einen Triumph-Werkvertrag und eine vermögende Familie erleichtert wurde. Im selben Jahr bestritt er sein erstes 12-Stunden-Rennen von Sebring und siegte mit dem Werks-TR4 bei sechs SCCA-Meisterschaftsläufen.
Um sich von Werksinteressen unabhängig zu machen und um mit dem Rennsport auch Geld zu verdienen, gründete er 1965 mit der Group 44 Incorporation ein eigenes Rennteam. Die Zahl ging auf Tullius' erste Startnummer zurück. Für die damalige Zeit war die Group 44 ein innovatives Unternehmen. Neben Tullius gehörten der Techniker Brian Fuerstenau und der New-Yorker-Werbefachmann Dick Gilmartin zum Führungsteam des Unternehmens, die beide auch als Rennfahrer aktiv waren. Neben dem eigenen Rennbetrieb wurden Rennfahrzeuge für Kunden gebaut und als wesentlicher und vor allem Gewinn bringender Teil wurde eine Marketing- und Sponsorabteilung für Fahrzeughersteller und Rennteams etabliert. Als Fahrzeuge kamen neben den Wagen von Triumph fast ausschließlich Modelle der British Leyland Motor Corporation, einschließlich der Marken MG und Jaguar, zum Einsatz. Bei jedem Renneinsatz wurden wenn möglich lokale British-Leyland-Händler eingebunden und über die Jahre liefen fast alle Marketing-Aktivitäten des britischen Unternehmens in den Vereinigten Staaten über die Group 44. Als Sponsor des Rennteams war über mehrere Jahrzehnte die zur Royal Dutch Shell gehörende Schmiermittelunternehmung Quaker State ein Partner des Unternehmens.
Als Fahrer war Tullius bis 1988 aktiv und trat nach seinem letzten 24-Stunden-Rennen von Daytona zurück. Er bestritt nicht weniger als 252 Rennen, von denen er 38 gewann. Dazu kamen 43 Klassensiege. 1965 und 1975 gewann er die Gesamtwertungen der SCCA-Meisterschaften sowie 1977 und 1978 die Gesamtwertungen der Kategorie I der Trans-Am-Serie. Die IMSA-GTP-Serie 1983 beendete er hinter Al Holbert als Meisterschaftszweiter. Dreimal war er beim 24-Stunden-Rennen von Le Mans am Start, wo er 1985 mit dem 13. Endrang auch die GTP-Klasse gewann. In Sebring erreichte er mit dem vierten Rang ebenfalls 1985 seine beste Platzierung.
Die Group 44 war bis 1990 bei Rennen am Start, dann wurden nach dem endgültigen Auslaufen der Sponsorverträge die Aktivitäten eingestellt. Die Rennmannschaft gewann 14 nationale SCCA-Meisterschaften und drei Trans-Am-Titel. Unter den mehr als 300 Rennsiegen finden sich auch elf Erfolge bei IMSA-GTP-Meisterschaftsläufen. Mit dem Group-44-Jaguar XJR-5 kehrte die britische Sportwagenmarke Mitte der 1980er-Jahre in den internationalen Sportwagensport zurück.

## Statistik

### Le-Mans-Ergebnisse
| Jahr | Team                           | Fahrzeug         | Teamkollege        | Teamkollege   | Platzierung             | Ausfallgrund    |
| ---- | ------------------------------ | ---------------- | ------------------ | ------------- | ----------------------- | --------------- |
| 1964 | Standard Triumph Motor Company | Triumph Spitfire | Michael Rothschild |               | Ausfall                 | Unfall          |
| 1968 | Howmet Corporation             | Howmet TX        | Hugh Dibley        |               | Disqualifiziert         |                 |
| 1984 | Jaguar Group 44                | Jaguar XJR-5     | Doc Bundy          | Brian Redman  | Ausfall                 | Getriebeschaden |
| 1985 | Jaguar Group 44                | Jaguar XJR-5     | Claude Ballot-Léna | Chip Robinson | Rang 13 und Klassensieg |                 |

### Sebring-Ergebnisse
| Jahr | Team                       | Fahrzeug           | Teamkollege    | Teamkollege        | Platzierung            | Ausfallgrund    |
| ---- | -------------------------- | ------------------ | -------------- | ------------------ | ---------------------- | --------------- |
| 1963 | Standard-Triumph Motor Co. | Triumph TR4        | Bruce Kellner  | Lew Spencer        | Rang 32                |                 |
| 1964 | Autosport International    | Alpine M63         | Ray Cuomo      |                    | Ausfall                | Getriebeschaden |
| 1965 | Standard Triumph Inc.      | Triumph Spitfire   | Charlie Gates  |                    | Rang 30                |                 |
| 1966 | Standard Triumph Motor Co. | Triumph TR4A       | Charlie Gates  |                    | Ausfall                | Motorschaden    |
| 1968 | Leyland Motor Company      | Triumph TR5K       | Jim Dittemore  |                    | Ausfall                | Aufhängung      |
| 1969 | Wilton Jowett              | Chevrolet Camaro   | Wilton Jowett  |                    | Rang 45                |                 |
| 1970 | Bruce Jennings             | Porsche 911T       | Bruce Jennings |                    | Ausfall                | Motorschaden    |
| 1973 | Murray Racing Team         | Chevrolet Corvette | Ike Knupp      |                    | Ausfall                | Motorschaden    |
| 1980 | Group 44                   | Triumph TR8        | Bill Adam      |                    | Rang 6 und Klassensieg |                 |
| 1981 | Group 44                   | Triumph TR8        | Bill Adam      |                    | Rang 10                |                 |
| 1983 | Group 44                   | Jaguar XJR-5       | Bill Adam      |                    | Ausfall                | Motorschaden    |
| 1984 | Group 44                   | Jaguar XJR-5       | Doc Bundy      |                    | Ausfall                | Zündungsschaden |
| 1985 | Group 44                   | Jaguar XJR-5       | Chip Robinson  |                    | Rang 4                 |                 |
| 1986 | Group 44                   | Jaguar XJR-7       | Chip Robinson  | Claude Ballot-Léna | Ausfall                | Ölpumpe         |

### Einzelergebnisse in der Sportwagen-Weltmeisterschaft
| Saison | Team                                           | Rennwagen                     | 1   | 2   | 3   | 4   | 5   | 6   | 7   | 8   | 9   | 10  | 11  | 12  | 13  | 14  | 15  | 16  | 17  | 18  | 19  | 20  | 21  | 22  |
| ------ | ---------------------------------------------- | ----------------------------- | --- | --- | --- | --- | --- | --- | --- | --- | --- | --- | --- | --- | --- | --- | --- | --- | --- | --- | --- | --- | --- | --- |
| 1963   | Standard Motor Company                         | Triumph TR4                   | DAY | SEB | SEB | TAR | SPA | MAI | NÜR | CON | ROS | LEM | MON | WIS | TAV | FRE | CCE | RTT | OVI | NÜR | MON | MON | TDF | BRI |
| 1963   | Standard Motor Company                         | Triumph TR4                   | 32  |     |     |     |     |     |     |     |     |     |     |     |     |     |     |     |     |     |     |     |     |     |
| 1964   | Autosport International Standard Motor Company | Alpine M63 Triumph Spitfire   | DAY | SEB | TAR | MON | SPA | CON | NÜR | ROS | LEM | REI | FRE | CCE | RTT | SIM | NÜR | MON | TDF | BRI | BRI | PAR |     |     |
| 1964   | Autosport International Standard Motor Company | Alpine M63 Triumph Spitfire   |     | DNF |     |     |     |     |     |     | DNF |     |     |     |     |     |     |     |     |     |     |     |     |     |
| 1965   | Harley Cunningham Standard Triumph             | Ford Cortina Triumph Spitfire | DAY | SEB | BOL | MON | MON | RTT | TAR | SPA | NÜR | MUG | ROS | LEM | REI | BOZ | FRE | CCE | OVI | NÜR | BRI | BRI |     |     |
| 1965   | Harley Cunningham Standard Triumph             | Ford Cortina Triumph Spitfire | DNF | 30  |     |     |     |     |     |     |     |     |     |     |     |     |     |     |     |     |     |     |     |     |
| 1966   | Standard Triumph                               | Triumph TR4                   | DAY | SEB | MON | TAR | SPA | NÜR | LEM | MUG | CCE | HOK | SIM | NÜR | ZEL |     |     |     |     |     |     |     |     |     |
| 1966   | Standard Triumph                               | Triumph TR4                   | DNF |     |     |     |     |     |     |     |     |     |     |     |     |     |     |     |     |     |     |     |     |     |
| 1968   | Leyland Howmet                                 | Triumph TR5 Howmet TX         | DAY | SEB | BRH | MON | TAR | NÜR | SPA | WAT | ZEL | LEM |     |     |     |     |     |     |     |     |     |     |     |     |
| 1968   | Leyland Howmet                                 | Triumph TR5 Howmet TX         |     | DNF |     |     |     |     |     | 12  |     | DNF |     |     |     |     |     |     |     |     |     |     |     |     |
| 1969   | Wilton Jowett                                  | Chevrolet Camaro              | DAY | SEB | BRH | MON | TAR | SPA | NÜR | LEM | WAT | ZEL |     |     |     |     |     |     |     |     |     |     |     |     |
| 1969   | Wilton Jowett                                  | Chevrolet Camaro              | 45  |     |     |     |     |     |     |     |     |     |     |     |     |     |     |     |     |     |     |     |     |     |
| 1970   | Toad Hall Racing Bruce Jennings                | Porsche 911                   | DAY | SEB | BRH | MON | TAR | SPA | NÜR | LEM | WAT | ZEL |     |     |     |     |     |     |     |     |     |     |     |     |
| 1970   | Toad Hall Racing Bruce Jennings                | Porsche 911                   | DNF | DNF |     |     |     |     |     |     | 13  |     |     |     |     |     |     |     |     |     |     |     |     |     |
| 1971   | John McComb                                    | Ford Mustang                  | BUA | DAY | SEB | BRH | MON | SPA | TAR | NÜR | LEM | ZEL | WAT |     |     |     |     |     |     |     |     |     |     |     |
| 1971   | John McComb                                    | Ford Mustang                  | DNF |     |     |     |     |     |     |     |     |     |     |     |     |     |     |     |     |     |     |     |     |     |
| 1977   | Group 44                                       | Jaguar XJS                    | DAY | MUG | DIJ | MON | SIL | NÜR | VAL | PER | WAT | EST | LEC | MOS | IMO | SAL | BRH | HOK | VAL |     |     |     |     |     |
| 1977   | Group 44                                       | Jaguar XJS                    |     |     |     |     |     |     |     |     | 14  |     |     | 3   |     |     |     |     |     |     |     |     |     |     |
| 1978   | Group 44                                       | Jaguar XJS                    | DAY | SEB | MUG | TAL | DIJ | SIL | NÜR | LEM | MIS | DAY | WAT | VAL | ROD |     |     |     |     |     |     |     |     |     |
| 1978   | Group 44                                       | Jaguar XJS                    |     |     |     |     |     |     |     | 7   |     |     |     |     |     |     |     |     |     |     |     |     |     |     |
| 1979   | NART JRT Group 44                              | Ferrari 512 BB Triumph TR8    | DAY | SEB | MUG | TAL | DIJ | RIV | SIL | NÜR | LEM | PER | DAY | WAT | SPA | BRH | ROA | VAL | ELS |     |     |     |     |     |
| 1979   | NART JRT Group 44                              | Ferrari 512 BB Triumph TR8    | 57  |     |     |     |     |     |     |     |     |     |     | 7   |     |     | 6   |     |     |     |     |     |     |     |
| 1980   | Group 44 JRT                                   | Triumph TR8                   | DAY | BRH | SEB | MUG | MON | RIV | SIL | NÜR | LEM | DAY | WAT | SPA | MOS | ROA | VAL | DIJ |     |     |     |     |     |     |
| 1980   | Group 44 JRT                                   | Triumph TR8                   | 52  |     | 6   |     |     | 26  |     |     |     |     |     |     | 8   | 7   |     |     |     |     |     |     |     |     |
| 1981   | Group 44                                       | Triumph TR8                   | DAY | SEB | MUG | MON | RIV | SIL | NÜR | LEM | PER | DAY | WAT | SPA | MOS | ROA | BRH |     |     |     |     |     |     |     |
| 1981   | Group 44                                       | Triumph TR8                   | 10  |     |     |     |     |     |     |     |     |     |     |     |     |     |     |     |     |     |     |     |     |     |
| 1984   | Group 44                                       | Jaguar XJR-5                  | MON | SIL | LEM | NÜR | BRH | MOS | SPA | IMO | FUJ | KYA | SAN |     |     |     |     |     |     |     |     |     |     |     |
| 1984   | Group 44                                       | Jaguar XJR-5                  | DNF |     |     |     |     |     |     |     |     |     |     |     |     |     |     |     |     |     |     |     |     |     |
| 1985   | Group 44                                       | Jaguar XJR-5                  | MUG | MON | SIL | LEM | HOK | MOS | SPA | BRH | FUJ | SEL |     |     |     |     |     |     |     |     |     |     |     |     |
| 1985   | Group 44                                       | Jaguar XJR-5                  | 13  |     |     |     |     |     |     |     |     |     |     |     |     |     |     |     |     |     |     |     |     |     |